# Marcus Smart
Marcus Osmond Smart (Lancaster, 6 de março de 1994) é um americano jogador profissional de basquete que joga no Los Angeles Lakers da National Basketball Association (NBA).
Ele jogou basquete universitário na Universidade de Oklahoma antes de ser selecionado pelo Celtics com a sexta escolha geral no Draft da NBA de 2014.

## Primeiros anos
Smart é o filho de Billy Frank Smart e Camellia Smart, que morreu de síndrome mielodisplásica em 16 de setembro de 2018. Ele tem três irmãos mais velhos: Todd Westbrook (falecido), Jeff Westbrook e Michael Smart.
Ele freqüentou a Edward S. Marcus High School em Flower Mound, Texas. Durante seu último ano, Smart teve médias de 15,1 pontos, 9,2 rebotes e 5 assistências.
Em sua carreira no ensino médio, a sua equipe teve um recorde de 115-6 em três temporadas e foi duas vezes campeão estadual. Ele também foi nomeado All-American e pela Primeira-Equipe All-American da ESPNHS. Smart gostava de jogar tênis em seu tempo livre.
Considerado um recruta de cinco estrelas pela ESPN.com, Smart foi listado como o melhor armador e o 10° melhor jogador do país em 2012.

## Carreira universitária
Durante seu primeiro ano na Universidade de Oklahoma, Smart levou o time a um recorde de 24-8 com médias de 15,4 pontos, 5,8 rebotes e 4,2 assistências, liderando a Big 12 em roubos de bola com média de 3,0. O time ganhou uma vaga no Torneio da NCAA daquele ano. Durante a primeira rodada do torneio, porém, eles foram eliminados por Oregon. Em 17 de abril de 2013, Smart realizou uma coletiva de imprensa e anunciou que iria retornar à Universidade de Oklahoma para sua segunda temporada.
Em 19 de novembro de 2013, Smart marcou 39 pontos contra Memphis. Em 8 de fevereiro de 2014, durante um jogo contra Texas Tech, Smart empurrou um fã depois de uma briga verbal nos minutos finais do jogo. Relatórios após o jogo afirmam que Smart alegou que o fã gritou uma ofensa racial para ele. O fã negou e afirmou que ele chamou Smart de "pedaço de porcaria". Smart foi posteriormente suspenso por três jogos e o fã concordou em não participar de mais jogos da Texas Tech durante a temporada de 2013-14. Cinco dias depois, Smart foi nomeado um das 30 finalistas do Naismith College Player of the Year.
No primeiro jogo do Torneio da NCAA de 2014, Oklahoma perdeu para Gonzaga. Smart terminou o jogo com 23 pontos, 13 rebotes, 7 assistências e 6 roubos de bola, tornando-se o primeiro jogador na história do torneio a registrar 20 pontos, 10 rebotes, 5 assistências e 5 roubos de bola.
Durante suas duas temporadas na Universidade de Oklahoma, Smart teve médias de 16,6 pontos, 5,9 rebotes e 4,5 assistências em 33,1 minutos.
Em 7 de abril de 2014, Smart se declarou para o Draft da NBA de 2014, renunciando aos seus dois últimos anos na universidade.

## Carreira profissional

### Boston Celtics (2014–Presente)

#### Temporada de 2014–15

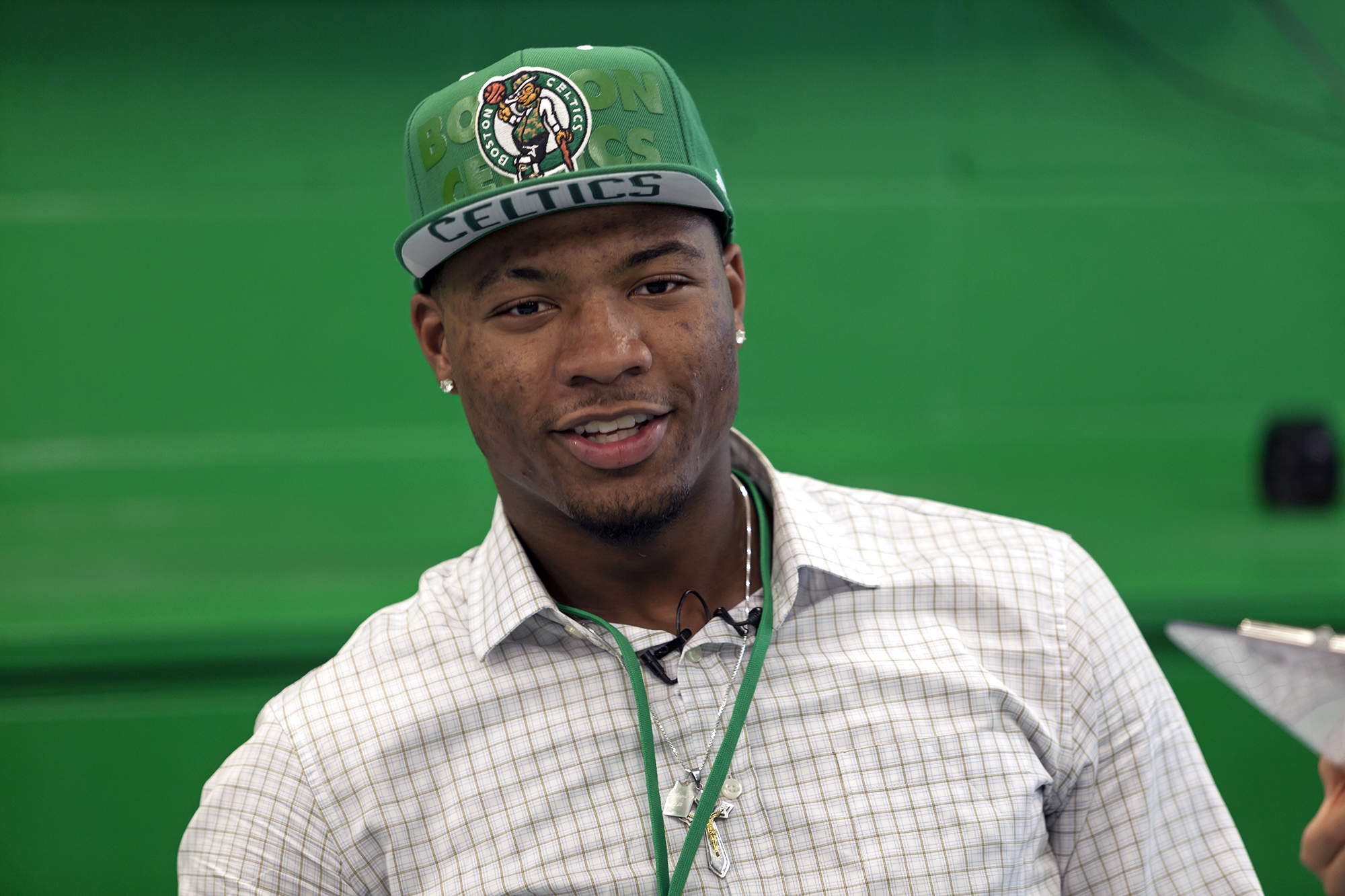
Smart em junho de 2014, dias depois de ter sido selecionado no draft pelo Boston Celtics

Em 26 de junho de 2014, Smart foi selecionada pelo Boston Celtics como a sexta escolha geral no Draft de 2014. Ele se juntou aos Celtics para jogar a Summer League de 2014 e assinou oficialmente com a equipe em 10 de julho.
Em seu quinto jogo na NBA, Smart torceu o tornozelo esquerdo na vitória por 101-98 sobre o Indiana Pacers. Foi feita uma ressonância magnética após o jogo e ele foi descartado por duas a três semanas. Depois de perder dez jogos, Smart voltou a ação em 3 de dezembro contra o Detroit Pistons.
Em 4 de dezembro, ele foi mandado para o Maine Red Claws da G-League. Ele foi chamado de volta no dia seguinte depois de jogar na vitória sobre Erie BayHawks. Em 18 de março de 2015, ele marcou 25 pontos em uma derrota para o Oklahoma City Thunder. Em 21 de março, ele foi suspenso por um jogo por acertar a virilha de Matt Bonner do San Antonio Spurs na noite anterior.
Em 18 de maio, Smart foi nomeado para o Segundo-Time de Novatos, ganhando 142 pontos na votação.

#### Temporada de 2015–16
Em 16 de julho de 2015, enquanto jogava pelos Celtics na Summer League, Smart deslocou dois dedos na mão direita. Em 15 de novembro de 2015, ele marcou 26 pontos em uma vitória por 100-85 sobre o Oklahoma City Thunder.
Entre 22 de novembro e 26 de dezembro, Smart perdeu 18 jogos devido a uma lesão na perna esquerda. Ele voltou a ação em 27 de dezembro contra o New York Knicks, marcando seis pontos em 13 minutos.
Em 15 de janeiro de 2016, em uma vitória sobre o Phoenix Suns, Smart fez o seu primeiro triplo-duplo da carreira com 10 pontos, 11 assistências e 11 rebotes, tornando-se o primeiro jogador dos Celtics a registrar um triple-duplo vindo do banco desde Art Williams em 1971. Em 31 de janeiro, ele fez 26 pontos em uma derrota para o Orlando Magic.

#### Temporada de 2016–17

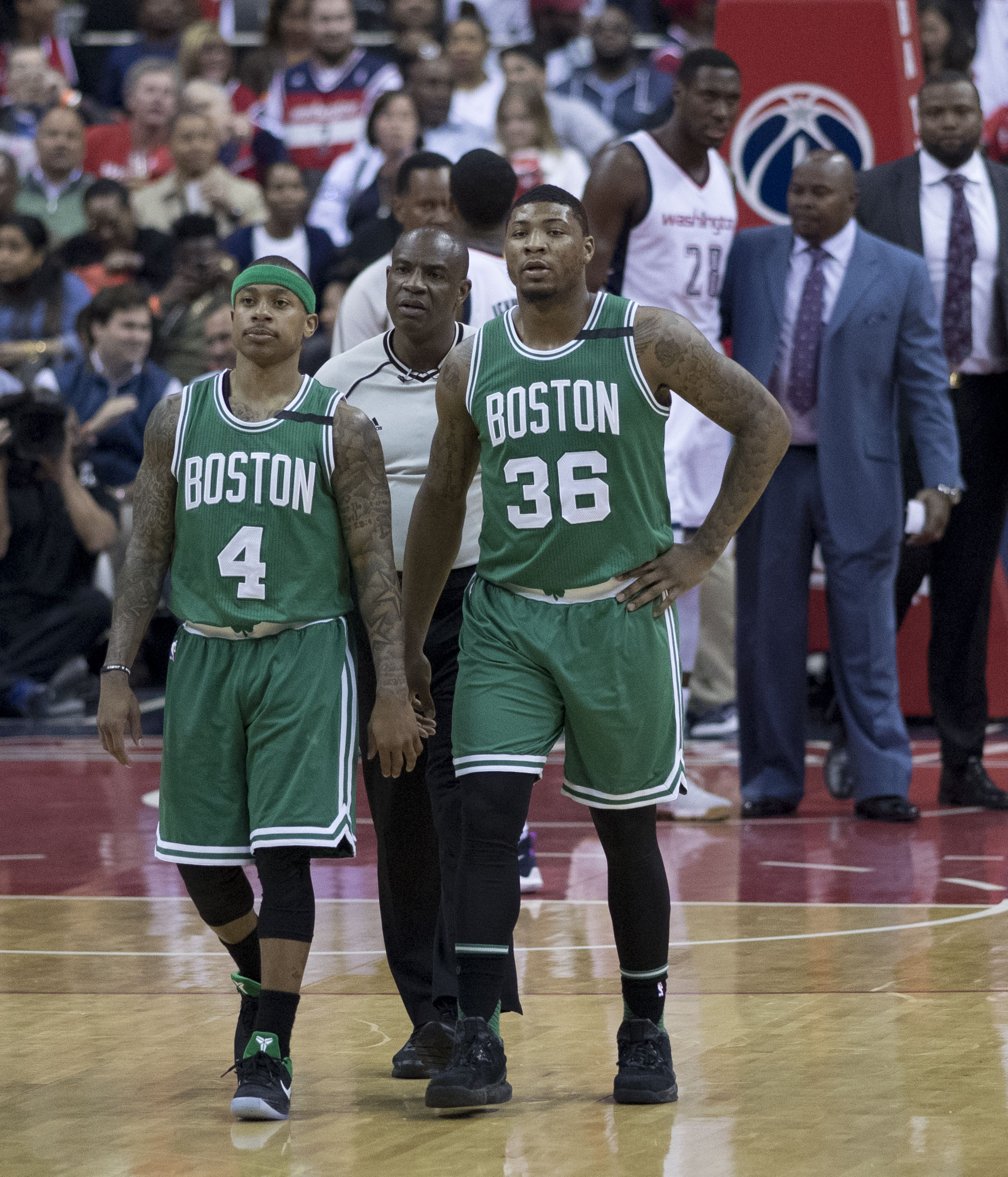
Smart (à direita) com o companheiro de equipe Isaiah Thomas em maio de 2017.

Em 9 de novembro de 2016, Smart marcou 20 pontos em uma vitória de 118-93 para o Washington Wizards. Em 25 de dezembro, ele marcou 15 pontos e fez um arremesso de 3 pontos que empatou o jogo com 47 segundos ajudando os Celtics a vencer o New York Knicks por 119-114. Em 7 de janeiro de 2017, ele marcou 22 pontos em uma vitória por 117-108 sobre o New Orleans Pelicans.
No jogo 3 da final da Conferência Leste, Smart que foi titular no lugar do lesionado Isaiah Thomas, fez 27 pontos para ajudar os Celtics a derrotar o Cleveland Cavaliers por 111-108. Eles acabaram perdendo a série em cinco jogos.

#### Temporada de 2017–18
Em 27 de novembro de 2017, Smart marcou 23 pontos, acertando 6 de 9 arremessos de 3 pontos, em uma derrota por 118-108 para o Detroit Pistons.
Smart perdeu 11 jogos entre 24 de janeiro e 14 de fevereiro depois de cortar a mão no vidro do hotel da equipe em Los Angeles. Em 16 de março de 2018, ele foi descartado para o resto da temporada regular devido a um ligamento rompido no polegar direito.
Depois de perder os quatro primeiros jogos dos playoffs, Smart voltou para o Jogo 5 da primeira rodada contra o Milwaukee Bucks. Ele registrou nove pontos, cinco rebotes, quatro assistências e três bloqueios em uma vitória por 92-87, ajudando os Celtics a ter uma vantagem de 3-2.

#### Temporada de 2018–19
Em 29 de junho de 2018, os Celtics ofereceram uma oferta para tornar Smart um agente livre restrito. Em 19 de julho, ele assinou novamente com os Celtics para um contrato de US $ 52 milhões por quatro anos.
Em 9 de novembro, ele teve seu primeiro duplo-duplo da temporada com 13 pontos e 10 assistências em uma derrota por 123-115 para o Utah Jazz. Ele perdeu o final da temporada regular e a primeira rodada dos playoffs com uma ruptura oblíqua esquerda. Ele voltou durante a segunda rodada dos playoffs. Após a temporada, ele foi nomeado para a Primeira-Equipe Defensiva da NBA.

#### Temporada de 2019–20
Em 19 de janeiro de 2020, Smart marcou 37 pontos, o recorde de sua carreira, contra o Phoenix Suns.
Em 20 de março de 2020, ele testou positivo para COVID-19 depois que seu colega jogador da NBA, Rudy Gobert, foi testado positivo oito dias antes, o que fez com que a temporada da NBA fosse suspensa indefinidamente. Smart foi um dos primeiros jogadores da NBA a falar publicamente sobre as preocupações da Covid-19 e como a comunidade não deveria encarar a doença de ânimo leve. Em 29 de março de 2020, o Smart foi liberado do COVID-19.
Em 16 de agosto, ele assinou novamente com os Celtics para um contrato de US $ 77 milhões por quatro anos.

## Estilo de jogo
Embora seja um atirador de porcentagem média, Smart é agressivo no ataque e na defesa. Ele é amplamente reconhecido como o coração e a alma da equipe. Ele costuma marcar jogadores adversários mais altos do que ele usando a fisicalidade para torná-los desconfortáveis.
Ao longo de seus anos na liga, seu arremesso de três pontos melhorou a ponto de ele ser uma ameaça. Seu ex-companheiro de equipe, Kemba Walker, descreve a energia que ele traz para o jogo: "É emocionante. É energizante. Como eu disse, nós meio que nos alimentamos dele. Ele simplesmente faz tantas coisas boas. E impulsiona nossa defesa a cada noite."

## Estatísticas

### NBA

#### Temporada regular
| Ano      | Equipe   | PJ  | PT  | MPJ  | AP   | 3P   | LL   | RT  | AS  | BR  | TO | PPJ  |
| -------- | -------- | --- | --- | ---- | ---- | ---- | ---- | --- | --- | --- | -- | ---- |
| 2014–15  | Boston   | 67  | 38  | 27.0 | .367 | .335 | .646 | 3.3 | 3.1 | 1.5 | .3 | 7.8  |
| 2015–16  | Boston   | 61  | 10  | 27.3 | .348 | .253 | .777 | 4.2 | 3.0 | 1.5 | .3 | 9.0  |
| 2016–17  | Boston   | 79  | 24  | 30.4 | .359 | .284 | .812 | 3.9 | 4.6 | 1.6 | .4 | 10.6 |
| 2017–18  | Boston   | 54  | 11  | 29.9 | .367 | .301 | .729 | 3.5 | 4.8 | 1.3 | .4 | 10.2 |
| 2018–19  | Boston   | 80  | 60  | 27.5 | .422 | .364 | .806 | 2.9 | 4.0 | 1.8 | .4 | 8.9  |
| 2019–20  | Boston   | 60  | 40  | 32.0 | .375 | .347 | .836 | 3.8 | 4.9 | 1.7 | .5 | 12.9 |
| 2020–21  | Boston   | 48  | 45  | 32.9 | .398 | .330 | .790 | 3.5 | 5.7 | 1.5 | .5 | 13.1 |
| 2021–22  | Boston   | 71  | 71  | 32.3 | .418 | .331 | .793 | 3.8 | 5.9 | 1.7 | .3 | 12.1 |
| Carreira | Carreira | 520 | 299 | 29.8 | .382 | .321 | .780 | 3.6 | 4.5 | 1.6 | .4 | 10.5 |

#### Playoffs
| Ano      | Equipe   | PJ | PT | MPJ  | AP   | 3P   | LL   | RT  | AS  | BR  | TO | PPJ  |
| -------- | -------- | -- | -- | ---- | ---- | ---- | ---- | --- | --- | --- | -- | ---- |
| 2015     | Boston   | 4  | 3  | 22.5 | .483 | .231 | .533 | 2.8 | 1.3 | .3  | .3 | 9.8  |
| 2016     | Boston   | 6  | 1  | 32.2 | .367 | .344 | .810 | 4.5 | 3.0 | 1.7 | .8 | 12.0 |
| 2017     | Boston   | 18 | 3  | 29.9 | .351 | .397 | .640 | 4.7 | 4.7 | 1.5 | .9 | 8.6  |
| 2018     | Boston   | 15 | 4  | 29.9 | .336 | .221 | .735 | 3.7 | 5.3 | 1.7 | .7 | 9.8  |
| 2019     | Boston   | 2  | 0  | 16.0 | .091 | .091 | .667 | 2.0 | 2.0 | 1.5 | .0 | 3.5  |
| 2020     | Boston   | 17 | 16 | 38.1 | .394 | .333 | .875 | 5.2 | 4.6 | 1.2 | .5 | 14.5 |
| 2021     | Boston   | 5  | 5  | 36.6 | .439 | .372 | .714 | 4.4 | 6.0 | 1.0 | .2 | 17.8 |
| Carreira | Carreira | 67 | 32 | 29.3 | .351 | .284 | .710 | 3.8 | 3.8 | 1.2 | .4 | 10.8 |

### Universitário
| Ano      | Equipe         | PJ | PT | MPJ  | AP   | 3P   | LL   | RT  | AS  | BR  | TO | PPJ  |
| -------- | -------------- | -- | -- | ---- | ---- | ---- | ---- | --- | --- | --- | -- | ---- |
| 2012–13  | Oklahoma State | 33 | 32 | 33.5 | .404 | .290 | .777 | 5.8 | 4.2 | 3.0 | .7 | 15.4 |
| 2013–14  | Oklahoma State | 31 | 31 | 32.7 | .422 | .299 | .728 | 5.9 | 4.8 | 2.9 | .6 | 18.0 |
| Carreira | Carreira       | 64 | 63 | 33.1 | .413 | .294 | .752 | 5.8 | 4.5 | 2.9 | .6 | 16.7 |

Fonte:

## Prêmios e Homenagens
NBA
- NBA Defensive Player of the Year: 2022;
- 3x NBA Hustle Award: 2019, 2022 e 2023
- 3x NBA All-Defensive Team:  
  - Primeiro time: 2019, 2020 e 2022;
- NBA All-Rookie Team:  
  - Segundo time: 2015;